# Beacon Pines
Beacon Pines est un jeu vidéo narratif de type visual novel développé par le studio indépendant Hiding Spot et édité par Fellow Traveller. Il sort le 22 septembre 2022 sur Microsoft Windows, Nintendo Switch, Xbox One et Xbox Series.
Narré à la manière d'un conte de fée, le jeu suit plusieurs jeunes animaux anthropomorphes qui mettent au jour une conspiration pesant sur leur communauté.
Beacon Pines reçoit globalement un très bon accueil critique. La presse loue sa direction artistique, ses influences, et la profondeur de son écriture.

## Trame
Le joueur interprète Luka, un faon anthropomorphe de douze ans habitant la ville fictive de Beacon Pines. Orphelin de père, décédé dans de mystérieuses circonstances six ans auparavant, il est élevé par sa mère jusqu'à ce que celle-ci disparaisse sans laisser de traces. Tandis que sa grand-mère emménage à la maison pour le garder, Luka se met à la recherche de sa mère avec l'aide de son ami le renard Rolo, en inspectant les recoins de la ville. Rapidement, leur enquête d'amateurs révèle qu'une sombre conspiration règne sur Beacon Pines, et qu'au-delà des paysages bucoliques, la ville recèle de zones mal famées et de personnages dangereux. Leur communauté est notamment perturbée par l'arrivée d'une entreprise agricole au dirigeant suspicieux.

## Système de jeu
Beacon Pines est un jeu narratif et d'aventure de type visual novel narré à la manière d'un conte de fée. L'expérience de jeu dure environ six heures.
En explorant les environnements, le joueur déniche des « charmes », des mots alternatifs qui permettent, dans le livre de conte qu'est l'intrigue, d'essayer des embranchements narratifs différents. Une fois un charme sélectionné et l'intrigue poursuivie, le joueur peut suivre cet embranchement jusqu'à sa fin, parfois tragique, et choisir de revenir en arrière pour essayer un autre mot à la place. Certaines portions de l'intrigue réservent des péripéties dramatiques qui confinent parfois à l'horreur, et qui sont d'autant plus troublantes que l'univers de jeu est en apparence bienveillant et enfantin.
Les influences artistiques évoquent la série télévisée Twin Peaks, fameuse pour sa tension et son ambiance sombre sous des apparences innocentes, Stranger Things et ses adolescents aventureux, et les contes de Walt Disney tels que Bambi.

## Développement

### Production
La production du jeu est facilitée par le succès d'une campagne de financement participatif lancée sur le site Kickstarter. Peu après, les développeurs signent un contrat de publication avec l'éditeur de jeux narratifs indépendants Fellow Traveller.

### Commercialisation
Beacon Pines est dévoilé en septembre 2021, lors de l'émission The Indie Houses, qui regroupe les présentations de jeux à venir de plusieurs éditeurs de titres indépendants. Le jeu sort le 22 septembre 2022 sur les plateformes Microsoft Windows, Nintendo Switch, Xbox One, et Xbox Series X/S.
Beacon Pines est notamment proposé aux abonnés du service Game Pass entre septembre 2022 et septembre 2023.

## Accueil critique
La qualité d'écriture du titre est vantée par Rock, Paper, Shotgun, qui apprécie la finesse de son humour et de la caractérisation des personnages, ainsi que les conséquences parfois extrêmes des décisions que le joueur est invité à prendre pour poursuivre l'intrigue. Le journal remarque aussi que ses éléments de surprise, qui font en fait de Beacon Pines un jeu « d'horreur cozy », facilitent la rétention du joueur.
Le style artistique des décors est également loué par la plupart des médias,,.
Le site web spécialisé Kotaku le fait figurer dans sa liste des meilleurs jeux de l'année 2022, en soulevant sa finesse, son humour et le dénouement de l'intrigue.